# 堀谷左治郎
堀谷 左治郎（ほりや / ほりたに さじろう、1863年12月7日（文久3年10月27日） - 1925年（大正14年）8月30日）は、日本の実業家、政治家。衆議院議員。旧姓・岸田。左次郎と表記される場合がある。

## 経歴
松代藩士・岸田鉄治の二男として生まれる。1876年（明治9年）に上京し、1879年（明治12年）同人社を卒業。さらに、商業学校、早稲田中学校で学んだ。1880年（明治13年）ころ横浜の叔父・堀谷真治の養子となる。
養家の質商・米穀仲買業に従事。日本絹綿紡績社長に就任し、1892年（明治25年）東京移民会社を創設して数千人の移民を送り出した。その他、横浜実業銀行重役、横浜実業貯蓄銀行重役、安全石油監査役、横浜商業会議所議員などを務めた。
政界では、1894年（明治27年）から1904年（明治37年）まで神奈川県会議員を4期務め、県参事会員にも就任。1904年3月、第9回衆議院議員総選挙に神奈川県横浜市から出馬して当選。次の第10回総選挙でも当選し、衆議院議員を連続2期務めた。1922年（大正11年）に横浜市会議員に選出された。